# Andreas Metaxas

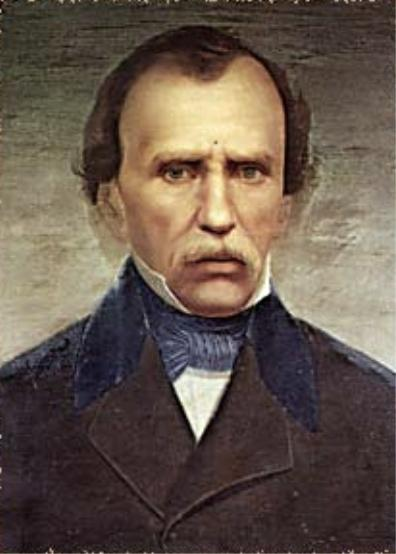
Andreas Metaxas

Andreas Metaxas (griechisch: Ανδρέας Μεταξάς) (* 1786 oder 1790 in Kefalonia; † 19. September 1860 in Athen) war ein griechischer Politiker. 1843/44 war er Ministerpräsident.
Während der zweiten Hälfte des Unabhängigkeitskampfes 1824 bis 1827 begleitete er Ioannis Kapodistrias nach Griechenland, der ihn förderte und später zum Kriegsminister ernannte. Nach dessen Ermordung gehörte Metaxas von 1831 bis zum 6. Februar 1833 der Provisorischen Regierung an, deren Vorsitzender er ab dem 18. August 1832 war.
Nach der Thronbesteigung von König Otto I. am 6. Februar 1833 wurde er zum Geheimrat und Gesandten in Madrid und Lissabon ernannt. Nach seiner Rückkehr nach Griechenland 1840 wurde er erneut Kriegsminister und stieg in der Folgezeit zu einem der Führer der konservativen Russischen Partei (Ρωσικό Κóμμα) auf.
Nach dem Staatsstreich vom 3. September 1843 wurde er am 15. September 1843 als Nachfolger des Königs zum (ersten konstitutionellen) Ministerpräsidenten Griechenlands ernannt. Dieses Amt übte er bis zum 11. März 1844 aus. 1847 war er einige Zeit Finanzminister im Kabinett von Ioannis Kolettis. Später war er von 1850 bis 1854 Botschafter in Konstantinopel.